# Pierre-Joseph Alary

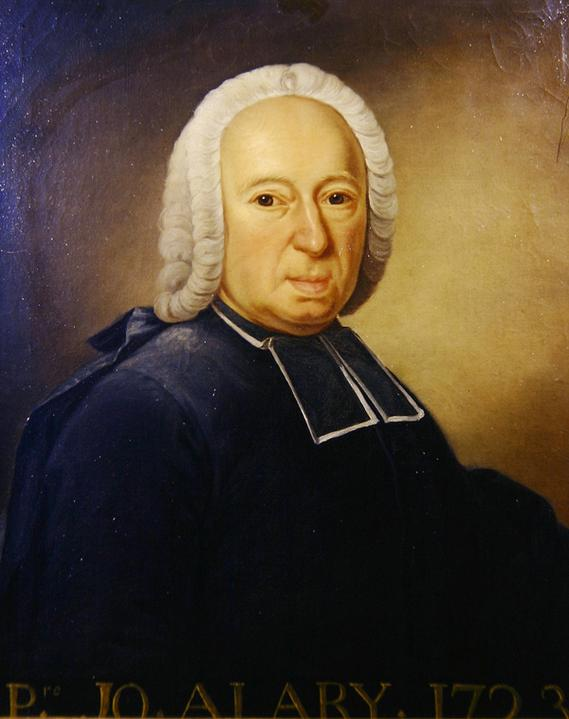
Pierre-Joseph Alary. Gemälde von Claude Pougin de Saint-Aubin (1730–1783).

Pierre-Joseph Alary (* 19. März 1689 in Paris; † 15. Dezember 1770) war ein französischer Geistlicher, Philosoph und Literat.

## Leben und Wirken
Pierre-Joseph Alary war der Sohn des Apothekers Barthélémy Alary, (maistre apoticaire) aus Grasse in der Provence, bevor jener sich in Paris in der Nähe vom Pont Saint-Michel niederließ.
Louis Du Four de Longuerue, auch Abbé de Longuerue (1652–1733) genannt, förderte und unterrichtete Pierre-Joseph Alary in seiner Jugend. Obgleich ein engagierter Schüler und Student, warf man ihm eine Beteiligung an der Conspiration de Cellamare vor. Philippe II. de Bourbon, duc d’Orléans erlaubte ihm aber, sich gegen die Vorwürfe selbst zu verteidigen.
Später wurde er Prior von Gournay-sur-Marne und sous-précepteur von Ludwig XV., ein (Unter-)Adelserzieher oder Hofmeister des Königs. Er wurde in dieser Position von André-Hercule de Fleury protegiert. Alary frequentierte den Salon von Madame de Lambert.
Am 30. September 1723 wurde er in die Académie française gewählt, deren Vorsitz er von Jean-Antoine de Mesmes (1661–1723) übernahm.
Im Jahre 1724 gründete Abbé Alary zusammen mit Charles Irénée Castel de Saint-Pierre den Club de l’Entresol, einen Gesprächskreis nach englischem Vorbild, der bis 1731 zusammentraf. Hier konnten sich samstäglich bis zu zwanzig Teilnehmer in freier Diskussion über politische, philosophische und wirtschaftlichen Fragen austauschen.

## Werke (Auswahl)
- Mémoires secrets. Vol. 5, p. 200, 18 décembre 1770 (1784)